# Henry McCullough
Henry Campbell Liken McCullough (21 de julio de 1943-14 de junio de 2016) fue un guitarrista, cantante y compositor británico. Fue conocido por su trabajo como miembro de Spooky Tooth, The Grease Band y Paul McCartney & Wings. También actuó y grabó como solista y músico de sesión.

## Primeros años
McCullough nació en Portstewart y se dio a conocer a principios de la década de 1960 como guitarrista principal adolescente de la banda de espectáculos Skyrockets de Enniskillen. McCullough era protestante. En 1964, junto con otros tres miembros de los Skyrockets, abandonó el grupo y formó una nueva banda de espectáculos encabezada por el vocalista de origen sudafricano Gene Chetty, a la que llamaron Gene and the Gents.
En 1967 McCullough se trasladó a Belfast, donde se unió a Chris Stewart (bajo), Ernie Graham (voz) y Dave Lutton (batería) para formar la banda psicodélica The People. Ese mismo año, la banda se trasladó a Londres y fue contratada por el equipo de gestión de Chas Chandler, que cambió el nombre del grupo a Éire Apparent. Bajo la dirección de Chandler, después de un único lanzamiento, realizaron giras con grupos como Pink Floyd, Soft Machine, The Move y The Jimi Hendrix Experience, así como con Eric Burdon and the Animals.
Las cosas fueron bien hasta que en Vancouver, Canadá, a mediados de febrero de 1968, mientras la banda estaba de gira con los Animals, McCullough regresó al Reino Unido, oficialmente por "problemas de visado" y Mick Cox voló para ocupar su lugar en la banda. De vuelta a Irlanda, hacia mayo de 1968, McCullough se unió al grupo folk Sweeney's Men.

## Carrera

### Años 1970
McCullough regresó a Londres hacia 1969 para trabajar con Joe Cocker como miembro de su banda de acompañamiento, The Grease Band. Con Cocker hizo una gira por Estados Unidos y actuó en el Festival de Woodstock. Más tarde tocó en el álbum homónimo de la Grease Band. Durante su estancia en la banda, apareció como guitarrista principal en el álbum de estudio de la ópera rock Jesus Christ Superstar (1970) de Andrew Lloyd Webber y Tim Rice y en el álbum progresivo de Spooky Tooth The Last Puff (1970).
En 1972 Paul McCartney pidió a McCullough que se uniera a su nueva banda, Wings, junto a Denny Laine y Denny Seiwell. Pasó dos años en la banda, tocando la guitarra principal en varios sencillos, como "Hi, Hi, Hi", "Live and Let Die" y "My Love", así como en el álbum Red Rose Speedway. Sin embargo, las diferencias musicales con McCartney hicieron que McCullough se marchara en vísperas de las sesiones de Band on the Run.
Las palabras de McCullough "No sé; estaba muy borracho en ese momento" se pueden escuchar en el álbum de Pink Floyd The Dark Side of the Moon (1973), al final de la canción "Money". Recordaba una pelea que había tenido la noche anterior con su mujer.
En 1975, McCullough se unió a la banda de Frankie Miller con el bajista Chris Stewart, el teclista Mick Weaver y el batería Stu Perry. Grabaron el álbum The Rock. Ese mismo año, McCullough publicó Mind Your Own Business en el sello Dark Horse de George Harrison.
McCullough dio conciertos como músico de sesión con Roy Harper, Frankie Miller, Eric Burdon, Marianne Faithfull, Ronnie Lane y Donovan. En 1977 se unió temporalmente a Dr. Feelgood, tras la marcha de Wilko Johnson.

### Años 1980
Tras recuperarse de una lesión en la mano mientras visitaba a su familia en 1980, McCullough decidió quedarse en Irlanda. Comenzó a tocar con sus viejos amigos los Fleadh Cowboys, en su residencia de los domingos por la tarde en The Lower Deck en Dublín. A continuación, se trasladó a Portstewart y formó una nueva banda. Se le unió Percy Robinson en la guitarra de acero de pedal, Roe Butcher en el bajo y Liam Bradley en la batería.

### Años 1990
En 1998 McCullough viajó a Polonia, donde ensayó con una banda de músicos polacos para una gira. Tras la gira, grabaron un álbum en directo que se publicó con el nombre de Blue Sunset. A este disco le siguió otra gira por Polonia. Al volver a casa, McCullough grabó y publicó "Failed Christian", una canción que desde entonces ha sido versionada por Nick Lowe en su álbum Dig My Mood.

### Años 2000
McCullough siguió grabando y actuando, y publicó material en solitario, como Belfast To Boston (2001) y Unfinished Business (2003). Este último contiene su sencillo de 1998, "Failed Christian". McCullough actuó en conciertos en Irlanda del Norte y Escocia, tocando con una banda de acompañamiento (con Stephen Quinn a la batería y Sean McCarron al saxofón).
McCullough contribuyó con la guitarra y organizó la banda para el lanzamiento de 2003 del músico de Alaska, The Rev Neil Down, When A Wrong Turns Right. The Henry McCullough Band - FBI Live se publicó en 2007 en Mundell music, a partir de una grabación en The Famous Bein Inn en 2006.
En 2007, Over the Rhine versionó "Failed Christian" en su álbum Live from Nowhere, Vol. II. Ese mismo año, McCullough empezó a trabajar con Dave Sharp, de The Alarm, y juntos reclutaron al teclista Zoot Money, al bajista Gary Fletcher y al batería Colin Allen, una formación que pasó a llamarse Hard Travelers. En enero de 2008, los Hard Travelers dieron su primer concierto en The Cellars, en Portsmouth.
En 2008, McCullough grabó Poor Man's Moon en los estudios Amberville, que se publicó en Irlanda únicamente el 5 de septiembre de 2008, con nuevas composiciones de McCullough. El álbum también incluía varias canciones coescritas con el poeta Eamon Carr de Horslips e incluía el sencillo "Too Late to Worry". Entre los músicos que participaron en el álbum se encontraban el teclista James Delaney, los bajistas Roe Butcher y Nicky Scott (también contrabajista), el teclista Enda Walsh, el baterista Adie McIlduff y Percy Robinson en el dobro y la guitarra pedal steel. El álbum también incluía secuencias de batería de Peter McKinney.
A finales de 2007 trabajó en el álbum "Dark Nite of the Soul" con Jeff Greene, así como en otras colaboraciones musicales grabadas en los estudios Wind-Mill Lane, Dublin Metropolis Studios London y The Sound Kitchen Nashville. McCullough asistió al concierto de Paul McCartney en el O2 de Dublín el 20 de diciembre de 2009 y McCartney reconoció públicamente la contribución de McCullough a Wings. El 13 de marzo de 2010, McCullough y su banda fueron los cabezas de cartel del Festival Fifestock en el Inn at Lathones, Escocia.

### Años 2010
McCullough se mantuvo activo en la escena musical europea y tocó regularmente en directo con artistas como Ed Deane, James Delaney, Noel Bridgeman, también John Quearney. En 2011 Henry colaboró con el compositor Paul Doherty y los Vals en el tema "Look to the One". La canción fue difundida en todo el mundo y McCullough contribuyó con los coros y la guitarra.

## Problemas de salud y fallecimiento
McCullough sufrió un ataque al corazón en noviembre de 2012, dejándolo en estado crítico. Su muerte se informó por error en el programa de Ronan Collins en RTÉ Radio 1 el 7 de noviembre y la BBC también se disculpó tras informar prematuramente de su muerte. En una entrevista con el sitio web Something Else, Denny Seiwell, que había tocado con McCullough en Wings, declaró que era dudoso que McCullough se recuperara completamente.
El 17 de marzo de 2015 se celebró un concierto benéfico para Henry McCullough en The Half Moon, local musical de Putney, en el que participaron Paul Carrack, Nick Lowe, Andy Fairweather Low, Suggs y Bobby Tench (que también actuó con la banda de acompañamiento). La banda de acompañamiento se llamaba Henry's Heroes y estaba formada por Tim Hinkley, Mel Collins, Neil Hubbard y John Halsey y el bajista Kuma Harada.
El 14 de junio de 2016, su esposa Josie confirmó que había fallecido en su casa de Ballywindelland, Ballymoney, Reino Unido, esa misma mañana tras una larga enfermedad. Nunca se había recuperado del todo del ataque al corazón que sufrió en 2012. Algunas fuentes afirman que también sufrió un fuerte derrame cerebral.